# کروگلویه (شهرستان اوگلوفسکی، سرزمین آلتای)
کروگلویه (به لاتین: Krugloye) یک منطقهٔ مسکونی در روسیه است که در سرزمین آلتای واقع شده‌است.